# Judith Miller (Philosophin)
Judith (Sophie) Miller (geb. Bataille, später Lacan; * 3. Juli 1941 in Cagnes-sur-Mer, Frankreich; † 6. Dezember 2017 in Paris, Frankreich) war eine französische Philosophin und Psychoanalytikerin.

## Leben
Judith Sophie Miller wurde als uneheliches Kind der Schauspielerin Sylvia Bataille (geb. Maklès) (1908–1993) und des Psychoanalytikers Jacques Lacan geboren. Sie erhielt den Nachnamen „Bataille“, da ihre Mutter zum Zeitpunkt der Geburt noch mit Georges Bataille verheiratet war. Lacan war zu dieser Zeit noch mit Marie-Louise (geb. Blondin) verheiratet. Nach ihrer Geburt ließen sich zunächst im Dezember 1941 ihr Vater und 1946 auch ihre Mutter scheiden. 1953 heirateten ihre Eltern. Lacan adoptierte später seine Tochter, sie erhielt den Namen Judith Lacan. Lacans Biografin Elisabeth Roudinesco schrieb von einem innigen Verhältnis zwischen beiden.
Bereits als Jugendliche wurde sie Teil des Kreises der Anhänger Lacans. Sie nahm an der Entwicklung und am wachsenden Einfluss seiner Lehre teil. Im Jahr 1966 belegte Judith Miller den ersten Platz bei der agrégation de philosophie, einem Auswahlverfahren für eine außerordentliche Professur für Philosophie in Frankreich und heiratete im November desselben Jahres den Psychoanalytiker Jacques-Alain Miller.
Michel Foucault gewann sie 1968 mit Alain Badiou und einigen anderen für die philosophische Abteilung der neuen Universität Paris VIII in Vincennes nahe Paris. Judith und Jacques-Alain Miller schlossen sich kurz nach den Ereignissen im Mai 1968 der maoistischen Gruppe Gauche prolétarienne (Proletarische Linke) an. Ihr subversiver Radikalismus führte schließlich zu ihrer Entlassung aus Vincennes. Später lehrte sie in einem Lycée. Gemeinsam mit Jacques-Alain Miller gab sie die im Verlag Éditions du Seuil erschienene Schriftenreihe Champ freudien heraus, in der die offiziellen Publikationen von Lacans Seminaires erschienen.
Zur Wissenschaftsphilosophie trug sie mit der Arbeit Métaphysique de la physique de Galilée bei, die 1968 im Band 9 der Cahiers pour l’Analyse erschien, wobei sie die Erkenntnistheorie auf Galileis ‚Physik und Metaphysik‘ anwandte.

## Werke (Auswahl)
- Métaphysique de la physique de Galilée, Cahiers pour l’Analyse, Band 9 (1968) (Online)
- Le Champ freudien à travers le monde: textes recueillis, Paris: Éditions du Seuil, 1986
- Album Jacques Lacan: visages de mon père, Paris: Seuil, 1990, ISBN 2-02-013578-7 (Vorschau auf gallica.bnf.fr)
- L'avenir de l'autisme avec Rosine et Robert Lefort, Paris: Navarin, 2010, ISBN 978-2-916124-06-3.